# Kolbäcksbron
Kolbäcksbron er en broforbindelse i den østlige del af Umeå i Västerbottens län i Sverige. Den består af to broer: Pylonbroen over Storån på 530 m og Lillåbron på 170 m, hvilket giver en totallængde på 700 m. Broen er tegnet af arkitekten Inger Berglund og man påbegyndte opførelsen i 1998, og den blev indviet 5. september 2001. Kolbäcksbron er Umeås fjerde bro over Umeälven og indgår i ringvejen omkring Umeå. Over broen passerer E4.
.